# Andrus Aug
Andrus Aug es un exciclista estonio nacido el 22 de mayo de 1972 en Tartu. Profesional de 2001 a 2007, fue especialista al sprint.

## Palmarés
1999 (como amateur)
- 2.º en el Campeonato de Estonia en Ruta

2001
- 5 etapas de la Vuelta a Marruecos
- 2 etapas de la Carrera de la Solidaridad y de los Campeones Olímpicos
- Trophy Rivera 3
- 1 etapa del Tour de Bulgaria
- 3.º en el Campeonato de Estonia en Ruta

2002
- 1 etapa del Tour de Polonia
- Gran Premio Nobili Rubinetterie
- 1 etapa de la Carrera de la Paz
- 1 etapa de la Carrera de la Solidaridad y de los Campeones Olímpicos
- GP Istria 4
- 1 etapa de la Jadranska Magistrala
- 1 etapa de la Vuelta a Eslovaquia

2004
- Gran Premio de la Villa de Rennes

2005
- 1 etapa del Giro del Trentino

## Resultados en el Giro de Italia
- 2003 : abandono
- 2004 : abandono

- Datos: Q370647